# Як повеліває серце
«Як повеліває серце» — радянський художній фільм, знятий в 1968 році режисером Борисом Кімягаровим на кіностудії «Таджикфільм». Прем'єра фільму відбулася 25 листопада 1968 року.

## Сюжет
Районний агроном Ібрагім Карімов (Лев Свердлін) — найповажніший чоловік в районі. Він брав участь у встановленні Радянської влади в Таджикистані, воював з басмачами, організовував перші колгоспи, бився на фронтах Великої Вітчизняної війни. Але з часом він почав відчувати, що здоров'я його стає все слабкішим і слабкішим. І хоч як важко було Карімову, старий комуніст вирішує залишити свій пост. Але наступні події в районі показали, що ще потрібні його порада і підтримка, і старий агроном залишається в строю.

## У ролях
- Лев Свердлін — Ібрагім Карімов, районний агроном
- Мухаммеджан Касимов — Саїдов
- Світлана Норбаєва — Хайрі
- Туган Реджиметов — Тимур
- Мар'ям Ісаєва — Лутфія
- Тетяна Пельтцер — Лідія Федорівна
- Бімболат Ватаєв — Шараф
- Аріна Алейникова — Олена
- Зухра Хасанова — Азіза
- Набі Рахімов — чайханник
- Гурміндж Завкібеков — шофер
- Олег Тулаєв — епізод
- Абдульхайр Касимов — епізод
- Шамсі Джураєв — епізод
- Саодат Джураєва — епізод
- Назіра Фазилова — епізод
- Ф. Алімов — епізод
- І. Бурлаков — епізод
- Ш. Єрова — епізод
- А. Парпієв — епізод
- Х. Сайфулаєв — епізод
- Т. Таджибаєва — епізод
- І. Хасанов — епізод
- Ф. Хусеїнова — епізод

## Знімальна група
- Режисер: Борис Кімягаров
- Сценаристи: Борис Кімягаров, Мірзо Турсун-заде, Зінаїда Філімонова
- Оператор: Олександр Панасюк
- Композитор: Фаттох Одінаєв
- Художник: Хусейн Бакаєв